# Udekwa
Udekwa ist ein Verwaltungsbezirk (englisch Ward) des Distrikts Kilolo in der tansanischen Region Iringa.

## Geografie
Udekwa ist ein Bezirk auf dem südlichen Hochland von Tansania etwa 80 Kilometer ostnordöstlich der Regionshauptstadt Iringa. Der Bezirk grenzt im Nordwesten an Mahenge, im Nordosten an Ruaha Mbuyuni, im Südosten an den Udzungwa-Mountains-Nationalpark, im Südwesten an Ukwega und im Westen an Mlafu. Bei der Volkszählung 2022 lebten 8594 Menschen in 2309 Haushalten auf einer Fläche von 570 Quadratkilometern.

## Gliederung
Der Bezirk besteht aus drei Gemeinden (swahili Mtaa) mit 19 Orten (Kitongoji):
| Udekwa - Vikoga - Ngelema - Ilawa - Mudugi - Lwanzali - Msogoli - Igongo - Mitupi - Mabondwa | Ifuwa - Ifuwa - Kitoromela - Ikovelo - Mwangidava - Idilo | Wotalisoli - Msagala - Wotalisoli - Kihanga A - Kihanga B - Vikongwa |

## Bildung
Die Udekwa Secondary School ist eine staatliche weiterführende Schule, die Tages- und Internatsschüler bis zur 4. Stufe ausbildet.